# Abtenau
Abtenau is een gemeente in de Oostenrijkse deelstaat Salzburger Land, en maakt deel uit van het district Hallein.
Abtenau telt 5745 inwoners.
Abtenau ligt in het Lammertal in de Tennengau (district Hallein), ongeveer 45 km ten zuiden van Salzburg. Toerisme is een van de belangrijkste bronnen van inkomsten.

## Geboren
- Matthias Lanzinger (1980), skiër
- Alexandra Meissnitzer (1973), skiester (tweevoudig wereldkampioene Alpineskiën)
- David Zwilling (1949), skiër (wereldkampioen Alpineskiën)

Abtenau ·
Adnet ·
Annaberg-Lungötz ·
Bad Vigaun ·
Golling ·
Hallein ·
Krispl ·
Kuchl ·
Oberalm ·
Puch ·
Rußbach ·
St. Koloman ·
Scheffau
- Gemeinsame Normdatei: 4384302-5
- MusicBrainz: f9833618-112a-4cc2-b24e-be2436035ec8
- Virtual International Authority File: 239624442
- WorldCat: E39PBJm4Q9PcRCy8XdFfPKTGpP